# Heinrich I. (Braunschweig)

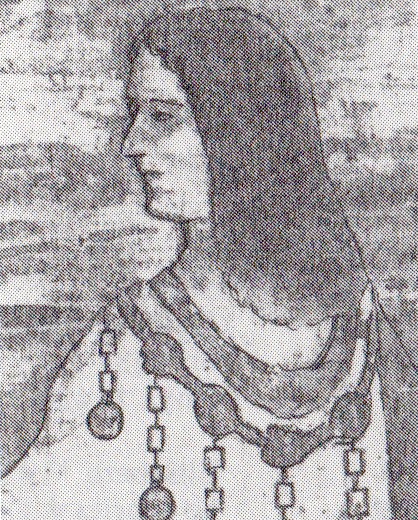
Heinrich I. der Milde auf einer Wandmalerei im Fürstensaal im Lüneburger Rathaus.

Heinrich I. der Milde, Herzog zu Braunschweig-Lüneburg (* um 1355; † 14. Oktober 1416) aus dem Geschlecht der Welfen, war von 1400 bis 1409 Fürst von Braunschweig-Wolfenbüttel sowie von 1388 bis zu seinem Tode im Jahre 1416 Fürst von Lüneburg. Er war ein Sohn Magnus II.

## Leben
Herzog Heinrich I. von Braunschweig und Lüneburg, „der Milde“, war der Stifter der mittleren Braunschweiger Linie und führte bei seinen Zeitgenossen den Beinamen „König von der Haide“. Er regierte in Lüneburg von 1388 bis 1400, dann in Braunschweig und Lüneburg mit seinem Bruder  Bernhard gemeinschaftlich bis 1409, dann in Lüneburg allein bis zu seinem Tod am 14. Oktober 1416. Im Gegensatz zu seinem Vater war der Welfenherzog streng darauf bedacht, den Landfrieden zu wahren, Recht und Gerechtigkeit walten zu lassen und friedliche Arbeit vor jeder Gewalttat zu schützen. Im Verlauf einer Reise nahm er einem Pferd die Halfter vom Kopf und ließ den ihn begleitenden Vogt von Celle damit am nächsten Baum aufknüpfen, weil dieser einem Bauern den Mantel weggenommen hatte. Hierüber berichtete zunächst Heinrich Bünting im zweiten Teil seiner Braunschweigisch-Lüneburgischen Chronik (1620).
Margarete von Hessen, Mutter bzw. Stiefmutter der Braunschweiger Fürsten, behielt als Witwe Celle als Witwensitz. Dass ihr diese Rechte 1428 gewahrt blieben, dafür hatte ihr Vater, der Landgraf von Hessen, in dem Teilungsvertrag gesorgt, den er zwischen den Welfen vermittelt hatte. Mit Urkunde vom 27. Februar 1443 schlossen die Herzöge Otto und Friedrich mit ihrer Schwägerin Margarete eine Vereinbarung.

## Nachkommen
Heinrich war mit Sophie von Pommern (um 1370–1406), Tochter von Wartislaw VI., Herzog von Pommern, verheiratet.
Ihre gemeinsamen Kinder waren:
- Wilhelm I. (1392–1482)
- Katharina (1395–1442) ⚭ Kurfürst Friedrich I. von Sachsen (1370–1428)

Danach heiratete Heinrich am 30. Januar 1409 Margarethe von Hessen (1389–1446), eine Tochter des Landgrafen Hermann II. und dessen zweiter Frau, Margarethe von Hohenzollern. Mit ihr hatte er nur einen Sohn:
- Heinrich der Friedfertige (1411–1473) ⚭ unter dem 12. Oktober 1435 die 12-jährige Helene (1423–1471) aus dem Hause der aufstrebenden Herzöge von Kleve am Niederrhein.[6] Heinrich hinterließ aus dieser Ehe nur die 1451 geborene Tochter Margareta, die er im Jahre 1469 mit dem Grafen Wilhelm von Henneberg vermählt hatte.[7]

## Schrifttafel
Heinrich der Milde, Herzog zu Braunschweig und Lüneburg, Herzogs Magni Sohn, regierte 16 Jahr, starb ao. Christi 1416, liegt zu Braunschweig begraben.